# Motte médiévale du Plessis-Saint-Rémy
La motte médiévale du Plessis-Saint-Rémy est une motte castrale située à Saint-Rémy-sur-Avre dans le département français d'Eure-et-Loir en région Centre-Val de Loire.

## Histoire
Le 11 avril 1636, quand les héritiers de Lô (Loth, Louis) de Courseulles de Saint-Rémy vendent le fief de Saint-Rémy, le château du Plessis comportait encore un bâtiment central ouvert de tuiles et quatre tours couvertes d'ardoises ; il y avait une haute et une basse-cour, une enceinte faite de moellons et de chaux, des fossés et une poterne.

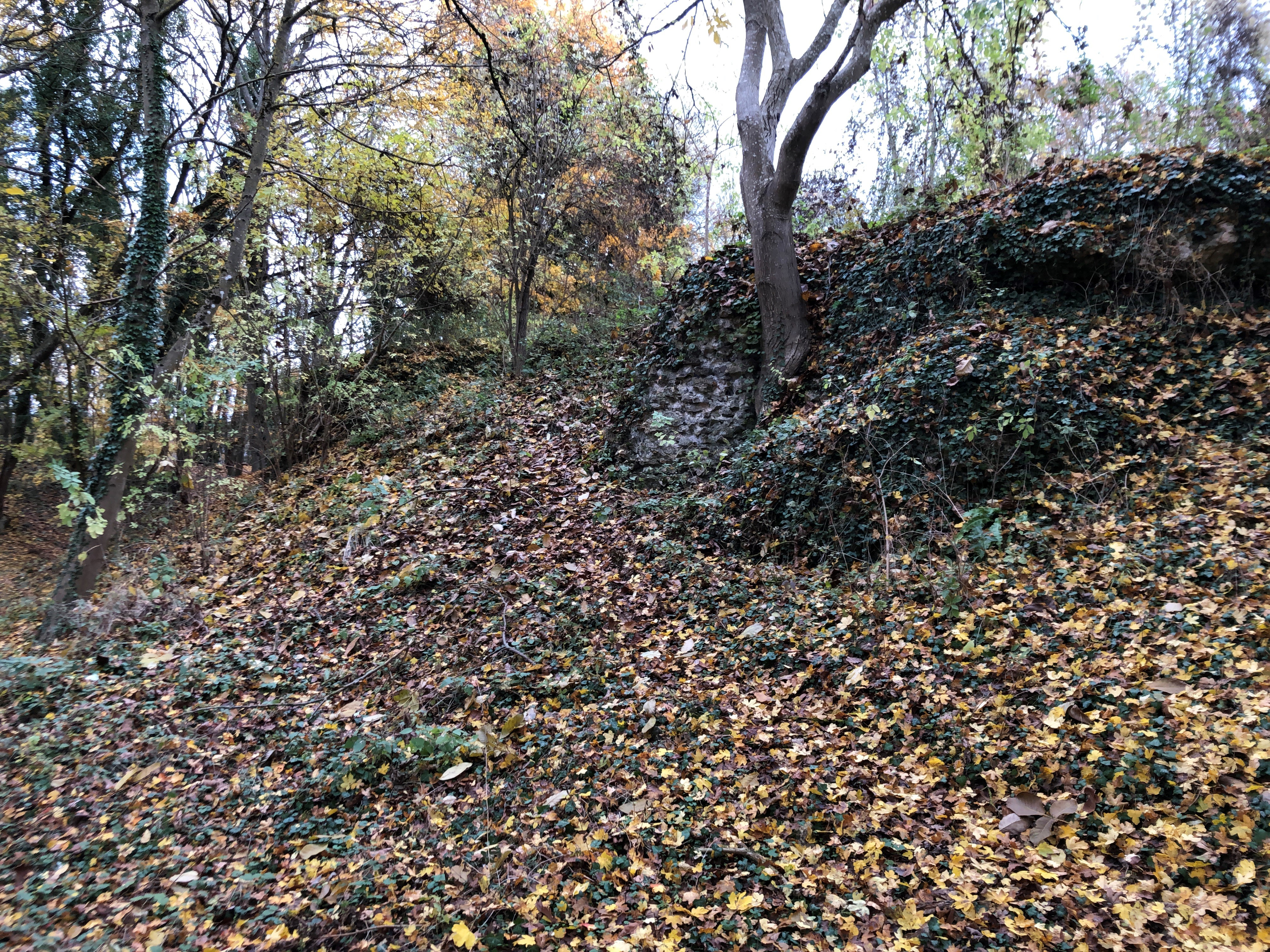
Vestige de la tour sud-ouest
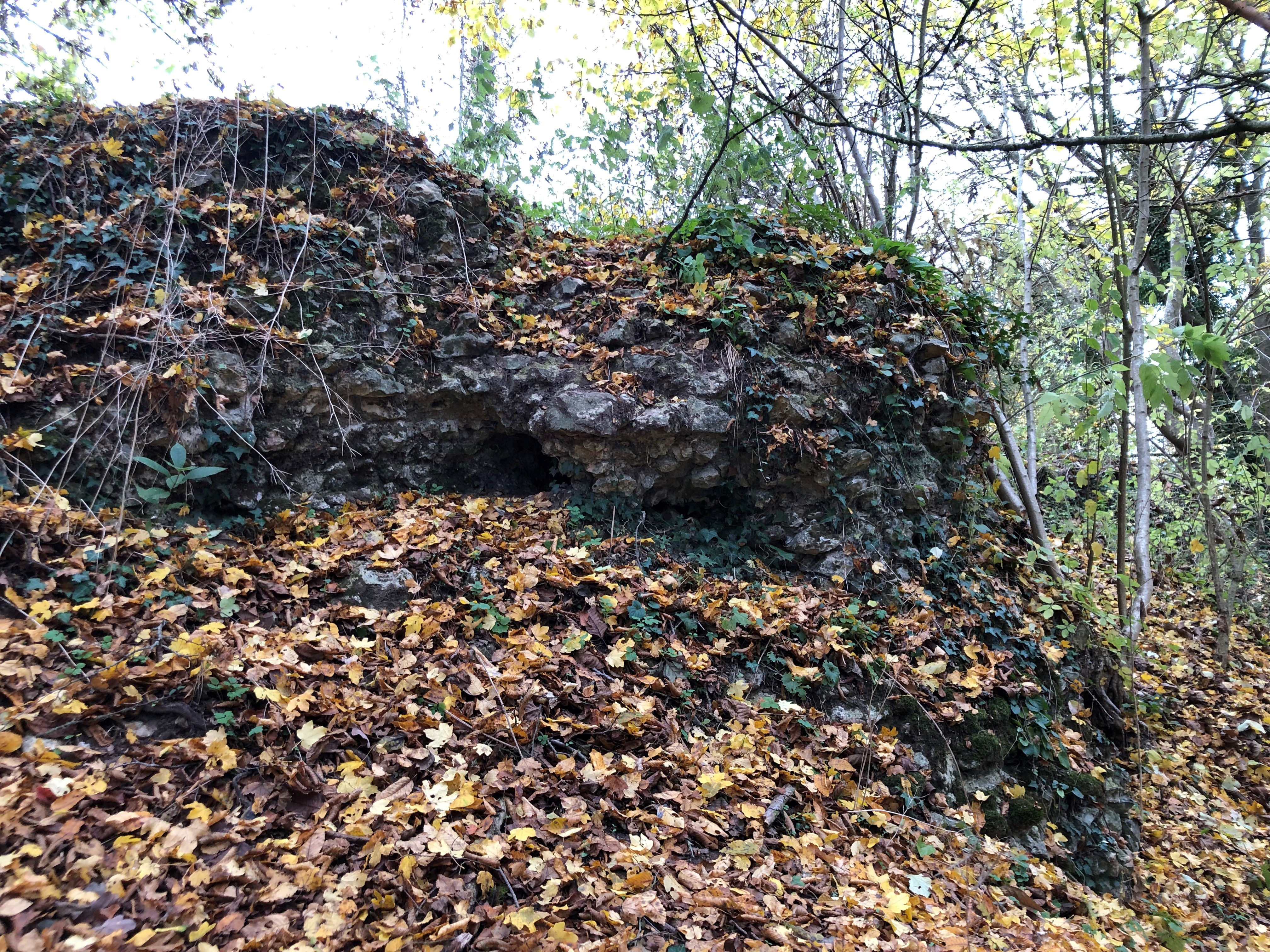
Vestige de la tour sud-est
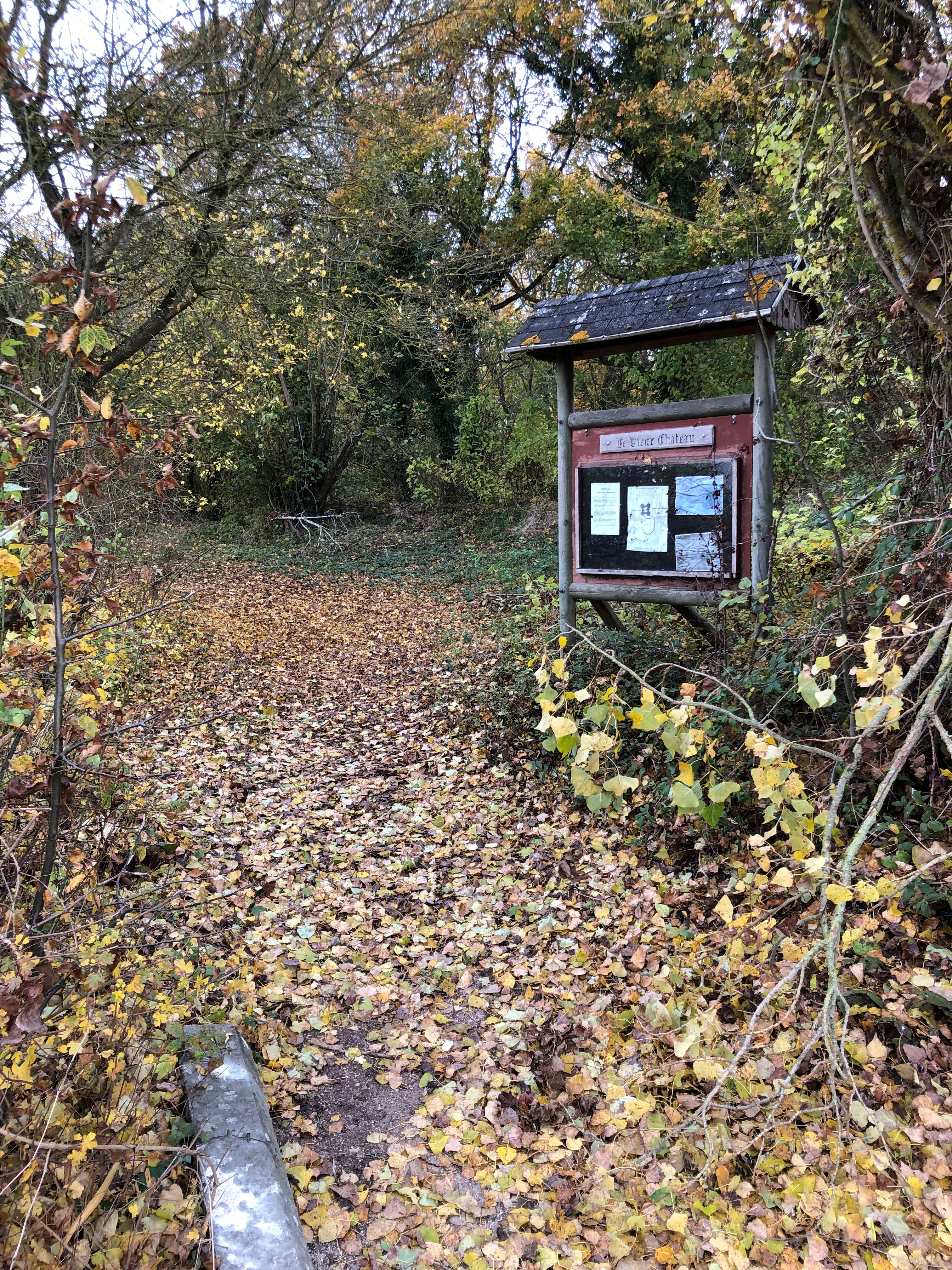
Chemin d'accès

## Protection
La motte médiévale avec sa basse-cour, dite du Plessis-Saint-Rémy est inscrite au titre de monument historique par arrêté du 13 novembre 1986.